# Campionato europeo femminile di pallavolo 1958
Il campionato europeo femminile di pallavolo 1958 si è svolto dal 30 agosto al 10 settembre 1958 a České Budějovice, Liberec e Praga, in Cecoslovacchia: al torneo hanno partecipato dodici squadre nazionali europee e la vittoria finale è andata per la quarta volta all'Unione Sovietica.

## Regolamento

### Formula
Le squadre hanno disputato una prima fase a gironi con formula del girone all'italiana; al termine della prima fase:
- Le prime due classificate di ogni girone hanno acceduto al girone per il primo posto, strutturato in un girone all'italiana, conservando i risultati degli scontri diretti.
- L'ultima classificata di ogni girone ha acceduto al girone per il nono posto, strutturato in un girone all'italiana.

### Criteri di classifica
Sono stati assegnati 2 punti alla squadra vincente e 1 a quella sconfitta.
L'ordine del posizionamento in classifica è stato definito in base a:
- Punti;
- Ratio dei set vinti/persi;
- Ratio dei punti realizzati/subiti;
- Risultati degli scontri diretti.

## Squadre partecipanti
| Squadra          | Qualificazione      | Ultima partecipazione |
| ---------------- | ------------------- | --------------------- |
| Austria          | -                   | Debutto               |
| Bulgaria         | -                   | Romania 1955          |
| Cecoslovacchia   | Paese organizzatore | Romania 1955          |
| Francia          | -                   | Francia 1951          |
| Germania Est     | -                   | Debutto               |
| Germania Ovest   | -                   | Debutto               |
| Jugoslavia       | -                   | Francia 1951          |
| Paesi Bassi      | -                   | Francia 1951          |
| Polonia          | -                   | Romania 1955          |
| Romania          | -                   | Romania 1955          |
| Ungheria         | -                   | Romania 1955          |
| Unione Sovietica | -                   | Romania 1955          |

## Torneo

### Fase a gironi
| Girone A       | Girone B         | Girone C    | Girone D |
| -------------- | ---------------- | ----------- | -------- |
| Cecoslovacchia | Germania Ovest   | Paesi Bassi | Austria  |
| Francia        | Jugoslavia       | Polonia     | Bulgaria |
| Germania Est   | Unione Sovietica | Ungheria    | Romania  |

#### Girone A

##### Risultati
| 30 agosto 1958 ?, Praga Durata: ? - Spettatori: ?    | Germania Est   | 3 - 0 | Francia      | 15-3, 15-13, 16-14 |
| 31 agosto 1958 ?, Praga Durata: ? - Spettatori: ?    | Cecoslovacchia | 3 - 0 | Francia      | 15-7, 15-5, 16-14  |
| 1º settembre 1958 ?, Praga Durata: ? - Spettatori: ? | Cecoslovacchia | 3 - 0 | Germania Est | 15-7, 15-11, 15-10 |

##### Classifica
| Pos. | Squadra        | Pt | G | V | P | SV | SP | Ratio | PF | PS | Ratio |
| ---- | -------------- | -- | - | - | - | -- | -- | ----- | -- | -- | ----- |
| 1.   | Cecoslovacchia | 4  | 2 | 2 | 0 | 6  | 0  | MAX   | 91 | 54 | 1,685 |
| 2.   | Germania Est   | 3  | 2 | 1 | 1 | 3  | 3  | 1,000 | 74 | 75 | 0,986 |
| 3.   | Francia        | 2  | 2 | 0 | 2 | 0  | 6  | 0,000 | 56 | 92 | 0,608 |

      Qualificata al girone per il primo posto.
      Qualificata al girone per il nono posto.

#### Girone B

##### Risultati
| 30 agosto 1958 ?, České Budějovice Durata: ? - Spettatori: ?    | Jugoslavia       | 3 - 0 | Germania Ovest | 15-6, 15-3, 15-1 |
| 31 agosto 1958 ?, České Budějovice Durata: ? - Spettatori: ?    | Unione Sovietica | 3 - 0 | Jugoslavia     | 15-3, 15-8, 15-2 |
| 1º settembre 1958 ?, České Budějovice Durata: ? - Spettatori: ? | Unione Sovietica | 3 - 0 | Germania Ovest | 15-7, 15-6, 15-1 |

##### Classifica
| Pos. | Squadra          | Pt | G | V | P | SV | SP | Ratio | PF | PS | Ratio |
| ---- | ---------------- | -- | - | - | - | -- | -- | ----- | -- | -- | ----- |
| 1.   | Unione Sovietica | 4  | 2 | 2 | 0 | 6  | 0  | MAX   | 90 | 27 | 3,333 |
| 2.   | Jugoslavia       | 3  | 2 | 1 | 1 | 3  | 3  | 1,000 | 58 | 55 | 1,054 |
| 3.   | Germania Ovest   | 2  | 2 | 0 | 2 | 0  | 6  | 0,000 | 24 | 90 | 0,266 |

      Qualificata al girone per il primo posto.
      Qualificata al girone per il nono posto.

#### Girone C

##### Risultati
| 30 agosto 1958 ?, Praga Durata: ? - Spettatori: ?    | Ungheria | 3 - 0 | Paesi Bassi | 15-11, 15-10, 15-5        |
| 31 agosto 1958 ?, Praga Durata: ? - Spettatori: ?    | Polonia  | 3 - 1 | Ungheria    | 15-5, 13-15, 15-11, 15-10 |
| 1º settembre 1958 ?, Praga Durata: ? - Spettatori: ? | Polonia  | 3 - 0 | Paesi Bassi | 15-4, 15-12, 15-7         |

##### Classifica
| Pos. | Squadra     | Pt | G | V | P | SV | SP | Ratio | PF  | PS | Ratio |
| ---- | ----------- | -- | - | - | - | -- | -- | ----- | --- | -- | ----- |
| 1.   | Polonia     | 4  | 2 | 2 | 0 | 6  | 1  | 6,000 | 103 | 64 | 1,609 |
| 2.   | Ungheria    | 3  | 2 | 1 | 1 | 4  | 3  | 1,333 | 86  | 84 | 1,023 |
| 3.   | Paesi Bassi | 2  | 2 | 0 | 2 | 0  | 6  | 0,000 | 49  | 90 | 0,544 |

      Qualificata al girone per il primo posto.
      Qualificata al girone per il nono posto.

#### Girone D

##### Risultati
| 30 agosto 1958 ?, Liberec Durata: ? - Spettatori: ?    | Romania  | 3 - 0 | Austria  | 15-0, 15-3, 15-5                 |
| 31 agosto 1958 ?, Liberec Durata: ? - Spettatori: ?    | Romania  | 3 - 2 | Bulgaria | 5-15, 13-15, 17-15, 15-11, 15-12 |
| 1º settembre 1958 ?, Liberec Durata: ? - Spettatori: ? | Bulgaria | 3 - 0 | Austria  | 15-0, 15-3, 15-1                 |

##### Classifica
| Pos. | Squadra  | Pt | G | V | P | SV | SP | Ratio | PF  | PS | Ratio |
| ---- | -------- | -- | - | - | - | -- | -- | ----- | --- | -- | ----- |
| 1.   | Romania  | 4  | 2 | 2 | 0 | 6  | 2  | 3,000 | 110 | 76 | 1,447 |
| 2.   | Bulgaria | 3  | 2 | 1 | 1 | 5  | 3  | 1,666 | 113 | 69 | 1,637 |
| 3.   | Austria  | 2  | 2 | 0 | 2 | 0  | 6  | 0,000 | 12  | 90 | 0,133 |

      Qualificata al girone per il primo posto.
      Qualificata al girone per il nono posto.

### Fase finale

#### Girone 1º posto

##### Risultati
| 3 settembre 1958 ?, Praga Durata: ? - Spettatori: ?  | Jugoslavia       | 3 - 1 | Ungheria       | 15-2, 15-12, 10-15, 18-16         |
| 3 settembre 1958 ?, Praga Durata: ? - Spettatori: ?  | Romania          | 3 - 2 | Germania Est   | 11-15, 11-15, 15-5, 15-2, 15-11   |
| 3 settembre 1958 ?, Praga Durata: ? - Spettatori: ?  | Cecoslovacchia   | 3 - 2 | Polonia        | 15-7, 11-15, 12-15, 15-12, 15-11  |
| 3 settembre 1958 ?, Praga Durata: ? - Spettatori: ?  | Unione Sovietica | 3 - 0 | Bulgaria       | 15-7, 15-8, 15-13                 |
| 4 settembre 1958 ?, Praga Durata: ? - Spettatori: ?  | Polonia          | 3 - 1 | Romania        | 5-15, 15-7, 15-8, 15-8            |
| 4 settembre 1958 ?, Praga Durata: ? - Spettatori: ?  | Cecoslovacchia   | 3 - 0 | Bulgaria       | 15-4, 15-13, 15-12                |
| 4 settembre 1958 ?, Praga Durata: ? - Spettatori: ?  | Ungheria         | 3 - 0 | Germania Est   | 15-8, 15-8, 15-10                 |
| 4 settembre 1958 ?, Praga Durata: ? - Spettatori: ?  | Unione Sovietica | 3 - 1 | Jugoslavia     | 13-15, 15-2, 15-5, 15-2           |
| 6 settembre 1958 ?, Praga Durata: ? - Spettatori: ?  | Cecoslovacchia   | 3 - 0 | Jugoslavia     | 15-4, 15-8, 15-5                  |
| 6 settembre 1958 ?, Praga Durata: ? - Spettatori: ?  | Polonia          | 3 - 0 | Germania Est   | 15-5, 15-1, 15-5                  |
| 6 settembre 1958 ?, Praga Durata: ? - Spettatori: ?  | Unione Sovietica | 3 - 0 | Ungheria       | 15-8, 15-11, 15-7                 |
| 6 settembre 1958 ?, Praga Durata: ? - Spettatori: ?  | Romania          | 3 - 1 | Bulgaria       | 14-16, 15-8, 15-12, 15-11         |
| 7 settembre 1958 ?, Praga Durata: ? - Spettatori: ?  | Cecoslovacchia   | 3 - 0 | Ungheria       | 15-3, 15-5, 15-12                 |
| 7 settembre 1958 ?, Praga Durata: ? - Spettatori: ?  | Unione Sovietica | 3 - 0 | Germania Est   | 15-5, 15-6, 15-4                  |
| 7 settembre 1958 ?, Praga Durata: ? - Spettatori: ?  | Romania          | 3 - 1 | Jugoslavia     | 15-6, 18-16, 13-15, 15-11         |
| 7 settembre 1958 ?, Praga Durata: ? - Spettatori: ?  | Polonia          | 3 - 1 | Bulgaria       | 15-12, 14-16, 15-8, 16-14         |
| 8 settembre 1958 ?, Praga Durata: ? - Spettatori: ?  | Romania          | 3 - 2 | Ungheria       | 10-15, 15-13, 15-12, 13-15, 15-10 |
| 8 settembre 1958 ?, Praga Durata: ? - Spettatori: ?  | Polonia          | 3 - 0 | Jugoslavia     | 15-1, 15-11, 15-1                 |
| 8 settembre 1958 ?, Praga Durata: ? - Spettatori: ?  | Bulgaria         | 3 - 0 | Germania Est   | 15-2, 15-5, 15-11                 |
| 8 settembre 1958 ?, Praga Durata: ? - Spettatori: ?  | Unione Sovietica | 3 - 2 | Cecoslovacchia | 15-9, 8-15, 15-13, 13-15, 15-11   |
| 9 settembre 1958 ?, Praga Durata: ? - Spettatori: ?  | Bulgaria         | 3 - 2 | Jugoslavia     | 15-5, 10-15, 13-15, 15-10, 15-9   |
| 9 settembre 1958 ?, Praga Durata: ? - Spettatori: ?  | Cecoslovacchia   | 3 - 0 | Germania Est   | 15-12, 17-15, 15-0                |
| 9 settembre 1958 ?, Praga Durata: ? - Spettatori: ?  | Unione Sovietica | 3 - 0 | Romania        | 15-4, 15-8, 15-10                 |
| 9 settembre 1958 ?, Praga Durata: ? - Spettatori: ?  | Polonia          | 3 - 1 | Ungheria       | 15-10, 13-15, 15-6, 15-10         |
| 10 settembre 1958 ?, Praga Durata: ? - Spettatori: ? | Germania Est     | 3 - 1 | Jugoslavia     | 15-12, 11-15, 15-13, 15-10        |
| 10 settembre 1958 ?, Praga Durata: ? - Spettatori: ? | Bulgaria         | 3 - 1 | Ungheria       | 15-6, 9-15, 15-6, 15-9            |
| 10 settembre 1958 ?, Praga Durata: ? - Spettatori: ? | Cecoslovacchia   | 3 - 1 | Romania        | 15-13, 12-15, 15-9                |
| 10 settembre 1958 ?, Praga Durata: ? - Spettatori: ? | Unione Sovietica | 3 - 2 | Polonia        | 13-15, 6-15, 15-10, 16-14, 15-11  |

##### Classifica
| Pos. | Squadra          | Pt | G | V | P | SV | SP | Ratio | PF  | PS  | Ratio |
| ---- | ---------------- | -- | - | - | - | -- | -- | ----- | --- | --- | ----- |
| 1.   | Unione Sovietica | 14 | 7 | 7 | 0 | 21 | 5  | 4,200 | 369 | 243 | 1,518 |
| 2.   | Cecoslovacchia   | 13 | 7 | 6 | 1 | 20 | 6  | 3,333 | 370 | 269 | 1,375 |
| 3.   | Polonia          | 12 | 7 | 5 | 2 | 19 | 9  | 2,111 | 383 | 286 | 1,339 |
| 4.   | Romania          | 11 | 7 | 4 | 3 | 14 | 15 | 0,933 | 365 | 360 | 1,013 |
| 5.   | Bulgaria         | 10 | 7 | 3 | 4 | 11 | 15 | 0,733 | 321 | 317 | 1,012 |
| 6.   | Ungheria         | 8  | 7 | 1 | 6 | 8  | 18 | 0,444 | 278 | 354 | 0,785 |
| 7.   | Jugoslavia       | 8  | 7 | 1 | 6 | 8  | 19 | 0,421 | 264 | 378 | 0,698 |
| 8.   | Germania Est     | 8  | 7 | 1 | 6 | 5  | 19 | 0,263 | 201 | 344 | 0,584 |

#### Girone 9º posto

##### Risultati
| 3 settembre 1958 ?, Praga Durata: ? - Spettatori: ? | Germania Ovest | 3 - 2 | Austria        | 15-6, 14-16, 13-15, 15-10, 15-10 |
| 3 settembre 1958 ?, Praga Durata: ? - Spettatori: ? | Francia        | 3 - 2 | Paesi Bassi    | 15-10, 9-15, 15-11, 11-15, 15-8  |
| 5 settembre 1958 ?, Praga Durata: ? - Spettatori: ? | Francia        | 3 - 0 | Austria        | 15-0, 15-0, 15-11                |
| 6 settembre 1958 ?, Praga Durata: ? - Spettatori: ? | Paesi Bassi    | 3 - 0 | Germania Ovest | 15-2, 15-10, 15-5                |
| 8 settembre 1958 ?, Praga Durata: ? - Spettatori: ? | Francia        | 3 - 1 | Germania Ovest | 15-4, 15-9, 3-15, 15-6           |
| 9 settembre 1958 ?, Praga Durata: ? - Spettatori: ? | Paesi Bassi    | 3 - 0 | Austria        | 15-8, 15-1, 15-9                 |

##### Classifica
| Pos. | Squadra        | Pt | G | V | P | SV | SP | Ratio | PF  | PS  | Ratio |
| ---- | -------------- | -- | - | - | - | -- | -- | ----- | --- | --- | ----- |
| 1.   | Francia        | 6  | 3 | 3 | 0 | 9  | 3  | 3,000 | 158 | 104 | 1,519 |
| 2.   | Paesi Bassi    | 5  | 3 | 2 | 1 | 8  | 3  | 2,666 | 149 | 100 | 1,490 |
| 3.   | Germania Ovest | 4  | 3 | 1 | 2 | 4  | 8  | 0,500 | 123 | 150 | 0,820 |
| 4.   | Austria        | 3  | 3 | 0 | 3 | 2  | 9  | 0,222 | 86  | 162 | 0,530 |

## Classifica finale
| Pos     | Squadra          |
| ------- | ---------------- |
| Oro     | Unione Sovietica |
| Argento | Cecoslovacchia   |
| Bronzo  | Polonia          |
| 4       | Romania          |
| 5       | Bulgaria         |
| 6       | Ungheria         |
| 7       | Jugoslavia       |
| 8       | Germania Est     |
| 9       | Francia          |
| 10      | Paesi Bassi      |
| 11      | Germania Ovest   |
| 12      | Austria          |